# Aphis
Aphis é um género de insectos pertencente à família Aphididae, contendo cerca de 400 espécies de Afídios.

## Espécies (lista parcial)
- Aphis fabae, o piolho-negro-da-fava;
- Aphis forbesi, o piolho-do-morangueiro;
- Aphis gossypii, o piolho-do-algodão;
- Aphis mali, o piolho-verde-da-maçã;
- Aphis rosae, o piolho-da-roseira;
- Aphis rumicis, o piolho-da-fava;